# Kim's Caravan
„Kim's Caravan“ je píseň australské hudebnice Courtney Barnett. Původně vyšla na jejím debutovém albu Sometimes I Sit and Think, and Sometimes I Just Sit dne 15. března 2015. Dne 15. dubna toho roku byl k písni představen videoklip, jehož režisérem byl Bec Kingma. O tři dny později, 18. dubna 2015, vyšla píseň u příležitosti Record Store Day jako singl (pouze 12" deska), na jehož druhé straně se nacházela coververze písně „Close Watch“ od velšského hudebníka Johna Calea. Píseň byla inspirována zpěvaččinými obavami o Velký bariérový útes.